# Sussaba atra
Sussaba atra là một loài tò vò trong họ Ichneumonidae.